# Sióagárd
Sióagárd è un comune dell'Ungheria centro-meridionale di 1 385 abitanti (dati 2005). È situato nella contea di Tolna.